# Општина Подчетртек
Општина Подчетртек (словен. Podčetrtek) је једна од општина Савињске регије у држави Словенији. Седиште општине је истоимено насеље Подчетртек.

## Природне одлике
Рељеф: Општина Подчетртек налази се у источном делу Словеније и погранична је ка Хрватској. Општина обухвата северозападни део брежуљкасте области Козјанско, у долини реке Сутле.
Клима: У општини влада умерено континентална клима.
Воде: Најважнији водоток у општини је река Сутла, која протиче источном границом општине. Сви остали водотоци су мали и њене су притоке.

## Становништво
Општина Подчетртек је средње густо насељена.

## Насеља општине
| - Брезовец при Пољу - Вераче - Видовица - Вирштањ - Вонарје - Голобињек об Сотли - Гостинца | - Имено - Именска Горца - Јерчин - Ластнич - Незбише - Олимје - Пецељ | - Подчетртек - Поље об Сотли - Преласко - Пристава при Лесичнем - Пристава при Местињу - Рогинска Горца | - Рудница - Седларјево - Села - Содна Вас - Света Ема - Цмерешка Горца |  |

## Занимљивости
На подручју општине Подчетртек и општине Загорска Села (Хрватска) од 2005. године основана је туристичка зона око реке Сутла "Сутла - долина извора здравља".